# 서피스 프로 8
서피스 프로 8(Surface Pro 8)은 마이크로소프트가 서피스 프로 7을 대체하기 위해 개발한 2-in-1 분리형 태블릿 컴퓨터이다. 서피스 프로 X의 폼 팩터와 외부 디자인을 서피스 프로 7+의 내부 인텔 기반 하드웨어와 결합하였다. 2021년 9월 22일 서피스 Go 3, 업데이트된 서피스 프로 X 모델, 새로운 서피스 랩탑 스튜디오, 서피스 듀오 2, 서피스 슬림 펜 2, 여러 액세서리와 함께 발표되었다. 이 태블릿은 새로운 윈도우 11 운영체제로 구동된다.

## 특징
- 윈도우 11 운영 체제 기본 탑재
- 11세대 코어 i5 또는 i7 프로세서
- 새롭게 디자인된 차체
- 267 PPI의 13인치 터치스크린 및 3:2 가로 세로 비율
- 120Hz 재생 속도
- 최대 1TB의 스토리지
- 최대 32GB 메모리
- 4K 비디오 카메라 지원

## 하드웨어
- 서피스 프로 8은 서피스 프로 X 설계에 더 가까운 새로운 설계를 채택했다.[2]
- 서피스 프로 라인업에 10번째 추가다. 이 태블릿은 전문가를 대상으로 한다.
- 이동식 SSD가 함께 제공된다.
- 새로운 13인치 120Hz 디스플레이가 탑재됐다.
- 이 장치는 Thunderbolt가 있는 USB-C 포트 2개를 포함하는 최초의 서피스 프로이다.
- 킥스탠드는 이전 모델과 동일하게 0도에서 165도로 전개된다.[3]
- microSD 카드 슬롯이 이 장치에 더 이상 없다.[4]
- 배터리는 최대 16시간의 배터리 수명을 제공한다.

## 소프트웨어
서피스 프로 8은 마이크로소프트 365의 30일 평가판을 갖춘 새로운 윈도우 11 홈 운영 체제를 기반으로 한다. 이 장치는 생체 인식 안면 인식을 사용하는 윈도우 헬로 로그인도 지원한다.